# Modlitwa arcykapłańska Jezusa

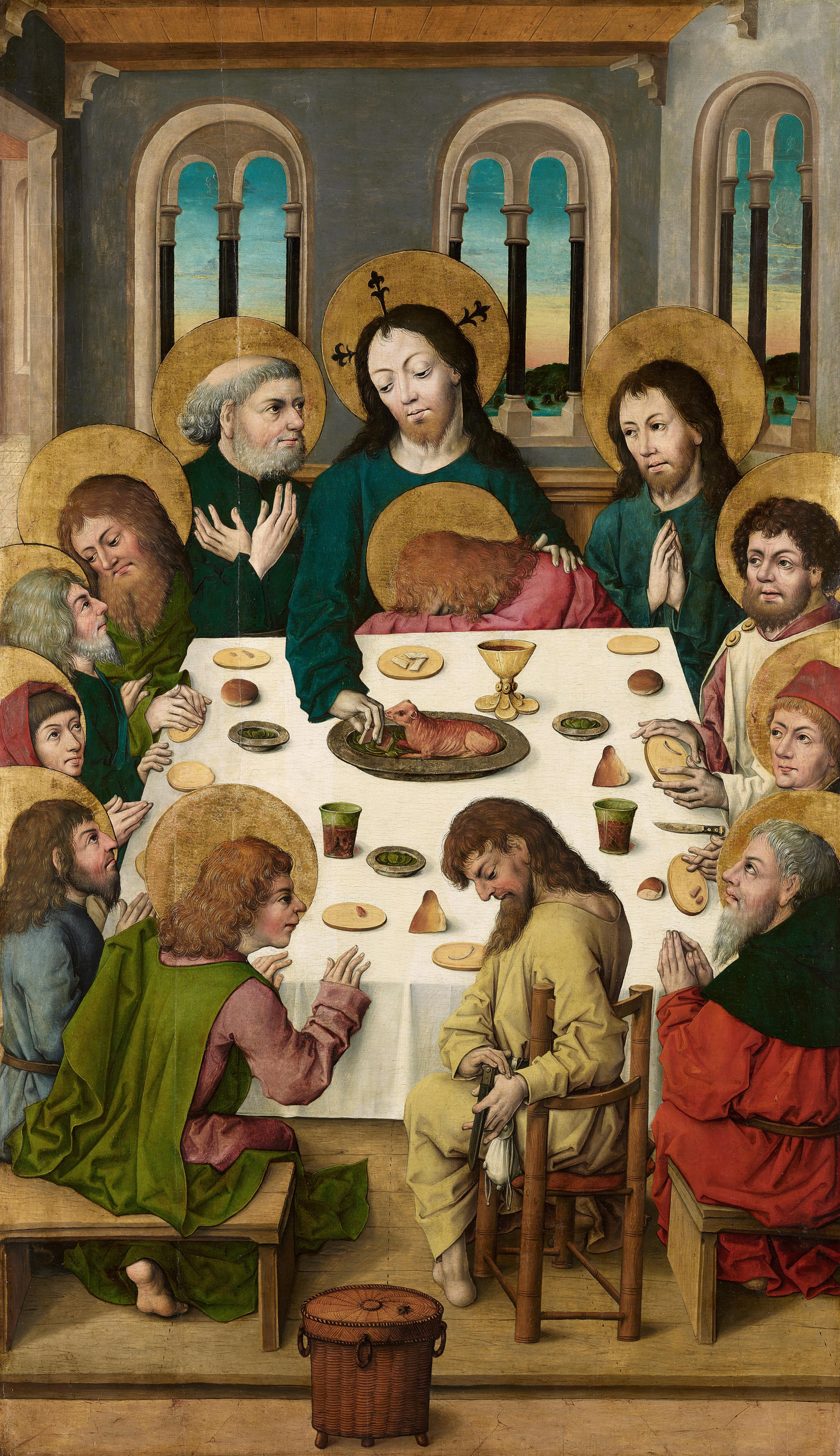
Modlitwa arcykapłańska Jezusa miała miejsce podczas Ostatniej Wieczerzy

Modlitwa arcykapłańska Jezusa – nazwa 17. rozdziału Ewangelii Jana, zawierającego teologiczne wyjaśnienie sensu męki i śmierci Jezusa. Jest to część tzw. mowy pożegnalnej Jezusa.
Nazwę modlitwa arcykapłańska zaproponował luterański teolog David Chytraeus (1530-1600).
Na kapłański charakter tej modlitwy wskazywał szczególnie Cyryl Aleksandryjski. Rupert z Deutz tak streścił tę modlitwę: „Tak modlił się za nas arcykapłan, który sam był błagającym i przebłaganiem, kapłanem i ofiarą”.
Zdaniem Benedykta XVI modlitwę tę można zrozumieć tylko na tle żydowskiego Święta Przebłagania Jom Kipur. „To co tam przedstawiane było w obrzędach, teraz dzieje się rzeczywiście, i to w znaczeniu definitywnym”.
Benedykt XVI wyróżnia cztery główne tematy modlitwy arcykapłańskiej Jezusa:
1. Temat życia: „A to jest życie wieczne: aby znali Ciebie, jedynego prawdziwego Boga, oraz Tego, którego posłałeś, Jezusa Chrystusa” J 17,3
2. Temat uświęcenia: „Uświęć ich w prawdzie. Słowo Twoje jest prawdą. [...] A za nich Ja poświęcam w ofierze samego siebie, aby i oni byli uświęceni w prawdzie” J 17,17-19
3. Objawienie imienia Boga: „Objawiłem imię Twoje ludziom, których Mi dałeś ze świata. Twoimi byli i Ty Mi ich dałeś, a oni zachowali słowo Twoje”. J 17,6
4. Przyszła jedność uczniów: „Ojcze Święty, zachowaj ich w Twoim imieniu, które Mi dałeś, aby tak jak My stanowili jedno”. J 17,11

## Poświęcenie w modlitwie arcykapłańskiej

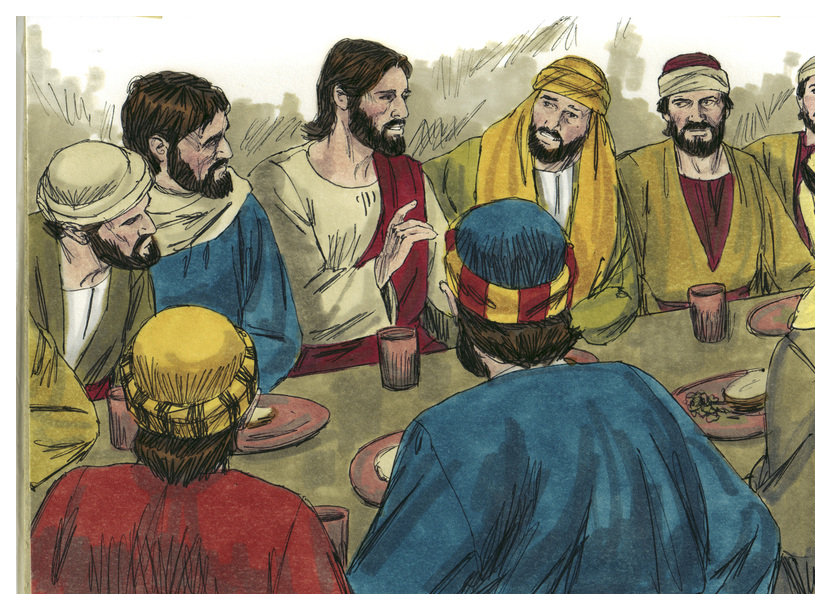

Benedykt XVI zaznacza, że „poświęcić” oznacza oddać jakąś osobę lub rzecz Bogu, ponieważ „świętość” oznacza istnienie Boga jako takie. Można wyróżnić:
- poświęcenie jako złożenie w ofierze (por. Wj 13,2)
- wyświęcenie na kapłana – oddanie człowieka Bogu[3].

Rzecz poświęcona istnieje zarówno:
- dla Boga, zostaje umieszczona w nowej wyższej sferze
- dla świata, ponieważ jest dla ludzi i ma ich zbawiać.

Jak pisze Papież, wyłączenie i posłanie stanowią jedną całość.
W modlitwie arcykapłańskiej jest mowa o trzech poświęceniach:
1. Ojciec poświęcił swego Syna (zob. J 10,36). Utożsamia się ten aspekt poświęcenia z wcieleniem Jezusa. Jezus jawi się jako kapłan, posłany przez Ojca.
2. Jezus poświęcił samego siebie (zob. J 17,19a). Tu poświęcenie oznacza „złożenie w ofierze”. Jezus jawi się jako ofiara, jaka ma być złożona.
3. Jezus włącza uczniów w swoje poświęcenie (zob. J 17,19b). Uczniowie też mają być przeniesieni w sferę Bożą, a przez to posłani do świata. Od tej pory mają uczestniczyć w kapłańskiej misji Jezusa[4].